# Kid Security
Kid Security (Кид Секьюрити) — казахстанское мобильное приложение для родителей. Приложение позволяет отслеживать местоположение ребёнка и просматривать его деятельность в смартфоне, а также записывать окружающие его звуки.

## История
Основателями проекта стали уроженцы Костанайской области Талгат Аяпов и Асат Ашаманов, переехавшие в Нур-Султан. В столице Казахстана молодые люди работали в различных сферах деятельности, а в 2016 году открыли гусиную ферму в 200 километрах от города. Поработав в этой сфере год, они продали аграрный бизнес и перешли к продаже детских часов с GPS-навигатором, которые закупали в Китае. Для часов было разработано приложение «Сириус», которое пользовалось большей популярностью у казахстанских родителей, чем изначально предустановленное китайские приложение.
Популярность приложения «Сириус» сподвигла предпринимателей начать разработку приложения родительского контроля с функцией отслеживания местонахождения ребёнка. Реализация проекта Kid Security началась в ноябре 2018 года. Первоначальные инвестиции в проект составили 12 млн тенге собственных средств. Разработка приложения заняла четыре месяца и обошлась владельцам в 700 тысяч тенге. Официальный запуск приложения состоялся 29 марта 2019 года. Спустя месяц после запуска Kid Security был временно заблокирован Play Market, поскольку разработчики Google посчитали его шпионским приложением.
В июле 2019 года на разработку приложения был выделен грант от акимата Нур-Султана в размере 3 миллионов тенге. Позднее Kid Security также вошёл в программу StartUp Kazakhstan, которую проводил инновационный кластер Tech Garden, получив дополнительное финансирование от GVA Fund в размере 20 тысяч долларов. На конкурсе Astana Hub Battle в октябре 2019 года приложение получило приз в размере 15 тысяч долларов.
К октябрю 2019 года команда Kid Security включала пять человек. В это время на заработную плату сотрудникам расходовалось до 1,2 миллионов тенге в месяц, а раз в полгода владельцы платили 250 тысяч тенге за аренду сервера. По состоянию на декабрь 2019 года приложение было скачано 30 тысяч раз, а подписка, расценки которой варьируются в зависимости от страны, была оформлена лишь у 7 % пользователей.
В июне 2020 года Kid Security привлёк 100 тысяч долларов инвестиций от частного инвестора Талгата Исмаила. По состоянию на 2020 год приложение было скачано 200 тысяч раз, а Kid Security имел 35 тысяч клиентов. При этом 74 % скачиваний приложения приходились на Российскую Федерацию, а 20 % — на Казахстан. после двух лет модернизаций и улучшений компании добиться ни чего не удалось, приложение работает нестабильно. но основатели не теряют надежду и надеются на дальнейшие инвестиции, чтобы проект заработал.

## Функционал
Приложение позволяет родителям в режиме онлайн получать информацию о местонахождении своего ребёнка. В случае потери связи с ребёнком приложение покажет место, где он в последний раз находился. Kid Security позволяет родителям слышать в режиме реального времени происходящее рядом со смартфоном ребёнка, получать информацию о времени пользовании различными приложениями телефона, уведомлять о разрядке батареи телефона. Функционал приложения также включает чат с ребёнком. При этом если родитель установил защитный пароль, то ребёнок не сможет самостоятельно удалить приложение.
В приложение включены элементы игрофикации для ребёнка. Так школьники начальных классов имеют возможность ухаживать за виртуальным питомцем, а дети из старших классов получают виртуальные монеты от родителей за успехи в учёбе, которые они могут обменять на подарки.
Приложение переведено на 31 различных языков и доступно для скачивания на платформах Play Market и Apple Store. Бесплатная версия позволяет смотреть местонахождение ребёнка только в рамках одной геозоны, нажимать кнопку SOS и пользоваться чатом. В платной версии нет ограничения на геозоны, возможно слушать микрофон смартфона ребёнка, смотреть историю перемещения ребёнка за последнее время и отслеживать активность в социальных сетях. Основной целевой аудиторией приложения являются дети 7-13 лет.

## Награды и премии
- Digital Almaty Awards в номинации «Лучший стартап проект» (2020)[8]